# Еріх Людендорф
Е́ріх Людендо́рф (нім. Erich Ludendorff; 9 квітня 1865 — 20 грудня 1937) — німецький військовий та політичний діяч, генерал від інфантерії часів Першої світової війни. Військовий теоретик, автор концепції «тотальної війни». З початку Великої війни начальник штабу у Гінденбурга, відіграв центральну роль у перемозі кайзерівських військ у битві за Льєж, і особливо в розгромі російських військ під Танненбергом, внаслідок чого здобув національну славу в Німецькій імперії. Брав участь у Галицькій битві. З серпня 1916 року генерал-квартирмейстер Великого німецького Генерального штабу при Гінденбурзі і фактично ініціатор та керівник усіх операцій німецької імперської армії. Після поразки Німеччини у війні — провідна фігура правого руху країни, суттєво сприяв приходу нацистів до влади.

## Військова кар'єра
У 1881 році Людендорф закінчив Військову академію. У віці 18 років отримав офіцерське звання. У 1894 був переведений у Генеральний штаб німецької армії і в 1904—1913 рр. очолював відділ мобілізації. Людендорф брав участь у докладній розборці плану Шліффена, зокрема, подолання бельгійських фортифікаційних споруд навколо Льєжа.
У 1913 році соціал-демократи стали найпотужнішою партією в рейхстазі. За непохитний характер Людендорф був знятий із займаної посади у Генеральному штабі і призначений командувати піхотною дивізією.

## Перша світова війна
На початку війни був призначений заступником начальника штабу 2-ї німецької армії під командуванням Карла фон Бюлова. Людендорф отримав народне визнання у серпні 1914 року, коли Німеччина почала бойові дії за планом Шліффена.

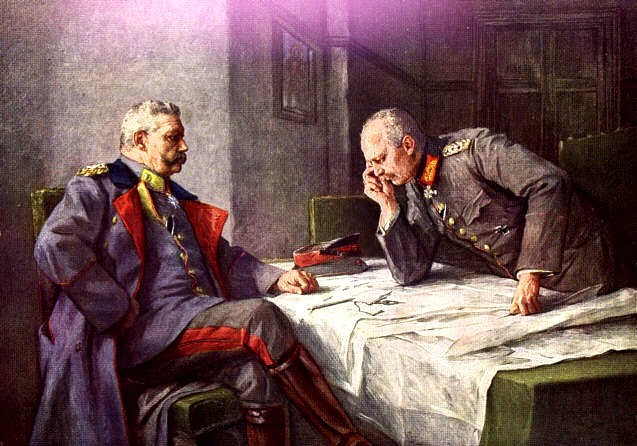
Гінденбург (зліва) і Еріх Людендорф у штабі під час Першої світової війни

5 серпня, після першої великої невдачі під час штурму Льєжа, Людендорф став на чолі 14-ї бригади, командувач якої був убитий. Він відрізав Льєж від бельгійської армії і викликав облогову артилерію. До 16 серпня Льєж здався, що дало німецькій армії змогу продовжити наступ.
Російська імперія підготувалась до війни і вела бойові дії значно краще, ніж це очікувалося за планом Шліффена. Німецькі війська, що стримували російський наступ на Кенігсберг, не справлялися. З цієї причини через тиждень після падіння Льєжа, під час штурму іншої бельгійської фортеці в Намюрі, Людендорф був відкликаний кайзером для служби начальником штабу 8-ї армії на Східному фронті.
Людендорф прибув на Східний фронт разом із Паулем фон Гінденбургом, який був відкликаний з відставки, щоб замінити командувача Максиміліана Прітвіца, який пропонував відступити й залишити Східну Пруссію російським військам. Гінденбург за допомогою Людендорфа й Макса Гофманна зміг розбити російські війська під час Східнопрусської операції. Після цього більша частина 8-ї армії відійшла до складу новосформованої 9-ї армії, очільником якої став Пауль фон Гінденбург, а начальником штаба — Людендорф.
У серпні 1916 року Еріх фон Фалькенгайн залишив посаду начальника німецького Польового генерального штабу і його місце посів Гінденбург. Людендорф отримав посаду заступника начальника штабу. Для прориву Британської блокади Людендорф дав добро на необмежену підводну війну, що було його грубою стратегічною помилкою, оскільки це в підсумку призвело до вступу США у військові дії у квітні 1917 року.

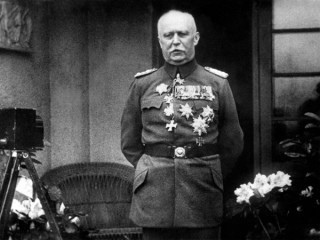
Еріх Людендорф

У 1917 році Росія вийшла з війни, і Людендорф брав участь у переговорах про перемир‘я з новим урядом Росії. У результаті у березні 1918 року було підписано Брестський мир. У цей час Людендорф як головнокомандувач розробляв і приводив у виконання план наступу на Західному фронті, який увійшов в історію як весняний наступ. Ця спроба завершити війну вирішальним ударом зазнала невдачі, внаслідок чого 26 жовтня Людендорф пішов у відставку.
Після завершення війни Людендорф виїхав до Швеції.

## Повоєнні роки
Під час вигнання Людендорф написав кілька книг і статей про німецьку армію. Він вважався одним із засновників теорії про «удар ножем у спину». Людендорф був переконаний, що Німеччина вела виключно оборонну війну. Він вважав, що кайзер не зміг провести хорошу компанію з контрпропаганди.
Людендорф досить підозріло ставився до соціал-демократів і лівих, яких він звинувачував у приниженні Німеччини за укладання Версальського миру. Він звинувачував підприємницький клас у слабій підтримці, оскільки вважав, що вони ставлять свої фінансові інтереси вище патріотичних міркувань.
На думку Людендорфа, сили Антанти почали війну з метою знищити німецьку державу.

## Політична кар'єра

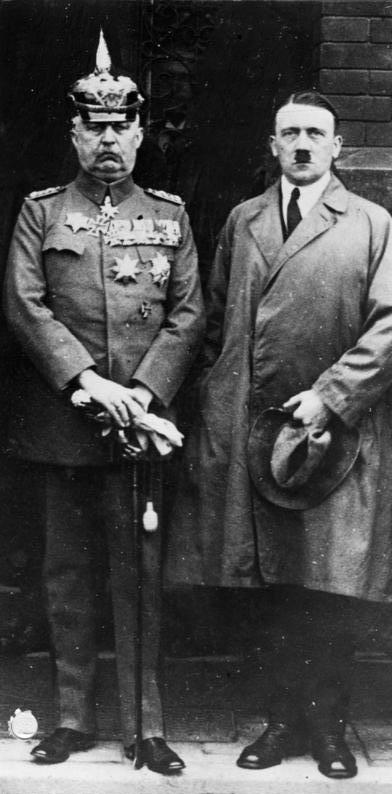
Е. Людендорф та А. Гітлер

У 1920 році (за деякими джерелами — навесні 1919 року) Людендорф повернувся до Німеччини. Керівники Веймарської республіки збиралися вислати його і кількох інших генералів, але через обмеження Версальського миру наказ був скасований, а висилка з країни настільки відомих генералів могла зашкодити репутації уряду.
Людендорф відчував сильну неприязнь до політиків, звинувачував їх у відсутності патріотизму, національного духу. Політичні погляди Людендорфа, як німецького націоналіста, привели його до правих партій. Одним із небагатьох політиків, яких поважав Людендорф, був Адольф Гітлер.
У 1923 році разом з Адольфом Гітлером очолював нацистський путч у Мюнхені.
У травні 1924 року Людендорф був обраний до рейхстагу від Націонал-соціалістичного визвольного руху. У 1925 році брав участь у президентських виборах від НСДАП, але набрав лише 285 793 голоси (приблизно 1 %). Серед причин невдачі Людендорфа називали його участь у Пивному путчі, що зашкодило його репутації, а також занадто скромну виборчу кампанію — він покладався на свій образ героя минулої війни.

## Останні роки
У 1928 році Людендорф пішов з політики. Він більше не довіряв Гітлеру і вважав його політиком-популістом. 1 лютого 1933 року Людендорф відправив президенту Гінденбургу телеграму, у якій висловив своє несхвалення його рішенням призначити Гітлера канцлером.

Призначивши Гітлера рейхсканцлером, Ви віддали нашу батьківщину одному з найбільших демагогів усіх часів. Я урочисто передбачаю Вам, що ця людина зіштовхне нашу державу в прірву, увергне нашу націю в невимовне нещастя. Прийдешні покоління проклянуть Вас за те, що Ви це зробили.

Щоправда, цю цитату нібито з листа Гінденбургу вважають доведеною фальшивкою.
Людендорф написав декілька книг, у яких він прийшов до висновку, що у світових проблемах винні християни, євреї і масони. Разом із дружиною  Матильдою він заснував «Товариство пізнання бога».
У 1935 році Гітлер запропонував Людендорфу звання фельдмаршала, але Людендорф відмовився, сказавши: «Фельдмаршалами народжуються, а не стають».
Після смерті в 1937 році Гітлер наказав поховати Людендорфа з усіма почестями.

## Нагороди
- Столітня медаль (1897)
- Орден Червоного орла
  - 4-го класу
  - 3-го класу з бантом
  - 1-го класу з дубовим листям і мечами
  - великий хрест з дубовим листям і мечами (29 червня 1917)
- Орден Корони (Пруссія)
  - 3-го класу
  - 2-го класу
- Хрест «За вислугу років» (Пруссія)
- Орден Церінгенського лева (Велике герцогство Баденське)
  - Командорський хрест 2-го класу
  - Великий хрест з мечами
- Орден «За заслуги» (Баварія)
  - Офіцерський хрест
- Орден Грифа, командорський хрест
- Орден Вюртемберзької корони
  - почесний хрест
  - великий хрест з мечами
- Орден Франца Йосифа, командорський хрест із зіркою (Австро-Угорщина)
- Орден Святих Маврикія та Лазаря, командорський хрест (Італія)
- Залізний хрест 2-го і 1-го класу
- Хрест «За військові заслуги» (Брауншвейг) 2-го класу
- Медаль «За відвагу» (Гессен)
- Королівський орден дому Гогенцоллернів
  - Лицарський хрест
  - Зірка командора (28 грудня 1916)
  - Великий командорський хрест із зіркою
- Князівський орден дому Гогенцоллернів, почесний хрест 1-го класу з мечами
- Pour le Mérite з дубовим листям
  - Орден (8 серпня 1914)
  - Дубове листя (23 лютого 1915)
- Ганзейський Хрест (Гамбург, Бремен і Любек)
- Хрест «За військові заслуги» (Мекленбург-Шверін) 2-го і 1-го класу
- Хрест «За заслуги у війні» (Мекленбург-Стреліц) 2-го і 1-го класу
- Військовий Хрест Фрідріха-Августа (Ольденбург) 2-го і 1-го класу
- Хрест «За військові заслуги» (Ройсс)
- Військовий хрест Карла Едуарда (Велике герцогство Саксен-Кобург-Готське)
- Хрест «За заслуги у війні» (Саксен-Мейнінген)
- Орден «За заслуги» (Вальдек) 1-го класу з мечами
- Орден «За військові заслуги» (Вюртемберг)
  - Лицарський хрест
  - Командорський хрест (1915)
  - Великий хрест (1917)
- Орден Альберта (Саксонія), великий хрест із золотою зіркою і мечами
- Орден Білого сокола, командорський хрест із зіркою (Велике герцогство Саксен-Веймар-Айзенаське)
- Орден дому Саксен-Ернестіне, командорський хрест 1-го класу
- Військовий орден Максиміліана Йозефа (Баварське королівство)
  - Лицарський хрест
  - Великий хрест
- Військовий орден Святого Генріха (Саксонське королівство)
  - Лицарський хрест
  - Командорський хрест 1-го класу
  - Великий хрест (3 березня 1918)
- Орден Заслуг дому герцога Петра-Людвіга-Фрідріха (Велике герцогство Ольденбурзьке)
  - великий хрест з мечами та військовою відзнакою
  - почесний великий хрест з мечами і лавровим листям
- Орден Святої Тамари (30 квітня 1917)
- Хрест «За військові заслуги» (Австро-Угорщина)
  - 2-го класу з військовою відзнакою
  - 1-го класу з мечами та військовою відзнакою (28 липня 1917)
- Великий хрест Залізного хреста (24 березня 1918)
- Велика золота медаль «За військові заслуги» (Австро-Угорщина) (26 березня 1918)
- Орден Меча, великий хрест (Швеція)
- Військова медаль (Османська імперія)
- Хрест «За заслуги у військовій допомозі»
- Військовий хрест Фрідріха (Ангальт)
- Орден Леопольда (Австро-Угорщина)
  - командорський хрест 1-го класу з військовою відзнакою
  - великий хрест з військовою відзнакою
- Орден Залізної Корони 1-го класу з військовою відзнакою (Австро-Угорщина)
- 1 травня 1918 року міст через Рейн між Ремагеном і Ерпелем одержав назву «Міст Людендорфа».
- Орден Хреста Свободи, великий хрест (Фінляндія)
- Почесний хрест ветерана війни з мечами

## Книги
- Мої військові спогади, 1914—1918. — Еріх Людендорф.
- Wie der Weltkrieg 1914 gemacht wurde (1934)
- Meine Kriegserinnerungen
- Kriegführung und Politik (1921)
- Entgegnung auf das amtliche Weißbuch: Vorgeschichte des Waffenstillstandes (1919)
  - Heft 3: Das Verschieben der Verantwortlichkeit
- Weltkrieg droht (PDF-Datei)
- Französische Fälschung meiner Denkschrift von 1912 über den drohenden Krieg
- Deutsche Abwehr — Antisemitismus gegen Antigojismus
- Urkunden der obersten Heeresleitung über ihre Tätigkeit (1916–18)
- Gefesselte Arbeitskraft — Drei Aufsätze über die Wirtschaft
- Der Charakter des anderen oder Ludendorffs Kriegserinnerungen und das deutsche Arbeiterblut (1920)
- Der totale Krieg
- Auf dem Weg zur Feldherrnhalle
- Vernichtung der Freimaurerei durch Enthüllung ihrer Geheimnisse:
  - Das Geheimnis der Jesuitenmacht und ihr Ende
  - Durch Paulus von Gudrun zum Gretchen

- Abgeblitzt — Antworten auf Theologengestammel (1937)
- Hitlers Verrat der Deutschen an den römischen Papst (1931—1999, 22 S., Scan-Text, Fraktur)
- Das Marne-Drama — Der Fall Moltke Hentsch (1934, 31 S., Scan-Text, Fraktur)
- 1. Des Volkes Schicksal in christlichen Bildwerken 2. Geisteskrise (1935—2000, 22 S., Scan-Text, Fraktur)
- Judengeständnis — Volkszerstörung durch Christentum (1936, 8 S., Scan, Fraktur)
- Kriegshetze und Völkermorden in den letzten 150 Jahren (1935—1999, 188 S., Scan-Text, Fraktur)
- Schändliche Geheimnisse der Hochgrade (1932, 29 S., Scan-Text, Fraktur)
- Die überstaatlichen Mächte im letzten Jahr des Weltkrieges (1927—1999, 30 S., Scan-Text, Fraktur)
- Mein militärischer Werdegang — Blätter der Erinnerung an unser stolzes Heer (1933, 204 S., Scan-Text, Fraktur)
- General und Kardinal Erich Ludendorff über die Politik des Nuntius Pacelli und späteren Papstes Pius XII. 1917—1937 Enthüllungen über das deutschfeindliche Treiben des Vatikan Zusammmengefaßt und herausgegeben von Mathilde Ludendorff (1939—2001, Nachdruck)
- Über Unbotmäßigkeit im Kriege (1935, 44 S., Scan-Text, Fraktur)
- Tannenberg — Geschichtliche Wahrheit über die Schlacht (1939—1998, 146 S., Scan-Text, Fraktur)
- Aus der Giftküche der unsichtbaren Väter (um 1937)
- Ein Trauerspiel in 3 Aufzügen und einem Zwischenspiel (1935)
- Geleitwort zu Unsere Kinder — unsere Zukunft! von Rudolf Oeser
- Das Scheitern der neutralen Friedensvermittelung: August/September 1918 (1919)